# Penicillium marneffei
Penicillium marneffei là một loài nấm hoạt sinh trong chi Penicillium, họ Trichocomaceae. Loài này hiện diện ở.
Được phát hiện trên dúi (Rhizomys) ở Việt Nam, nó được liên kết với những con chuột này và khu vực nhiệt đới Đông Nam Á. Penicillium marneffei là loài đặc hữu ở Myanmar, Campuchia, Nam Trung Quốc, Indonesia, Lào, Malaysia, Thái Lan và Việt Nam.
Mặc dù cả người có khả năng miễn dịch và người bị suy giảm miễn dịch đều có thể bị nhiễm bệnh, nhưng việc tìm thấy nhiễm trùng toàn thân ở bệnh nhân âm tính với HIV là rất hiếm.